# Amaury Jr. Show
Amaury Jr. Show foi um talk show apresentado na RedeTV! por Amaury Jr.. Estreou em 8 de março de 2008 e era exibido nas noites de sábados entre as 19h30 e as 20h30. A atração consistia em reapresentar as entrevistas do Programa Amaury Jr.. O programa terminou devido a rescisão do contrato de Amaury Jr. com a RedeTV! após a grade da emissora sofrer uma reformulação.